# Ravazzone (Mori)
Ravazzone è una frazione del comune di Mori nella provincia autonoma di Trento.

## Geografia fisica
La frazione si trova sulla destra dell'Adige, ai piedi del Camanghen, in una zona nella quale si possono verificare cadute di grossi massi di origine calcarea ('l maroc).

## Storia
Ravazzone è stato un importante centro commerciale e porto fluviale sull’Adige ('l Port), con un guado ed un traghetto, sede di un controllo per il dazio, posizionato sotto il blocco roccioso del Mozàn. Ha svolto a lungo la funzione di confine locale.
Il piccolo centro abitato si sta unendo all'area urbana di Mori, del quale è la frazione più orientale.
Una leggenda vuole che l'alveo dell'Adige un tempo fosse molto più alto, che il fiume scorresse immediatamente sotto le case e che gli antichi anelli di ferro per fissarvi le imbarcazioni siano una prova di questo. Storicamente è noto invece che un'alluvione distrusse alcune abitazioni ed anche la chiesetta di San Bernardino da Siena, poi ricostruita più a monte e gli anelli appesi ad alcune vecchie case sono quelli tipici della tradizione contadina, usati per legarvi gli animali.

## Battaglia di Ravazzone
Nel 1487 il territorio del piccolo ma importante centro della Vallagarina, zona allora di confine tra i domini di terra della Serenissima e l'area di influenza germanica, venne interessata da uno scontro che anticipò di poco quello più noto della battaglia di Calliano. Le forze veneziane erano comandate da Giulio Cesare Varano e Roberto Sanseverino d'Aragona, l'esercito tirolese era sotto il comando di Gaudenz von Matsch.
L'episodio di Ravazzone si colloca dopo la disfida di Pradaglia nell'ambito della guerra tra la Repubblica di Venezia e il reggente del Tirolo Sigismondo del 1487, e fu il ritorno alle armi dopo un periodo di trattative.
La battaglia si svolse il 3 luglio di quell'anno quando i tirolesi con all'incirca 800 uomini tentarono di interrompere il passaggio dei rifornimenti veneziani provenienti dalla zona del lago di Garda. I veneziani lanciarono un contrattacco con quasi mille uomini tra fanti e cavalieri. Lo scontro finì alla pari perché le truppe di Gaudenz dovettero comunque ritirarsi nonostante l'attacco fallimentare dei veneziani. I tirolesi riuscirono però a catturare i figli dei due comandanti veneziani, Verano e Sanseverino, schierati anch'essi nelle file delle truppe della Serenissima.

## Monumenti e luoghi d'interesse
- Chiesa di San Bernardino da Siena, costruita nel 1836 dopo che una precedente del XVI secolo, costruita più a valle, era stata distrutta da una piena alluvionale dell'Adige.[5]
- Fortificazioni austro-ungariche dell'Asmara, punto di osservazione difeso con pezzi di artiglieria durante la prima guerra mondiale, recuperati all'inizio degli anni duemila dalla Compagnia Schützen Destra Adige.[6][7]
- Ponte di Ravazzone, costruito una prima volta nel 1809, poi più volte ricostruito, l'ultima volta nel 1920 dopo la Prima guerra mondiale.